# Nowy Dziennik (Polish Daily News)
Nowy Dziennik – Polish Daily News – dziennik polski, wydawany w Nowym Jorku, a od roku 2011 w New Jersey. 
Pierwszy numer „Nowego Dziennika” ukazał się 27 lutego 1971 roku; założycielami byli: Bolesław Wierzbiański (był też jego pierwszym redaktorem naczelnym), ks. prałat Edward Majewski z Lyndhurst w New Jersey, Bolesław Łaszewski z Nowego Jorku,  ks. prałat Franciszek Pałęcki z Filadelfii, Marian Święcicki z Dunellen w New Jersey, o. Michał Zembrzuski z Doylestown w Pensylwanii oraz Edward Luka z Garfield, New Jersey, który w 1972 roku dołączył do ścisłego grona twórców „Nowego Dziennika”.
Jako pismo emigracyjne, gazeta ma profil informacyjno-publicystyczny: obszerne doniesienia z kraju, komentarze polityczne, omówienia wydarzeń kulturalnych.
Z gazetą współpracowali między innymi: Bożena Intrator, Wojciech Wasiutyński, Małgorzata Szejnert, Piotr Stasiński, Krzysztof Głuchowski, Tomasz Zalewski.
Z czasem sprzedaż gazety zaczęła spadać, 31 grudnia 2015 roku redakcja poinformowała, że począwszy od 14 stycznia 2016 roku Nowy Dziennik ma ukazywać się pod niezmienionym tytułem jako tygodnik.

## Nagrody
W 2012 „Nowy Dziennik” został uhonorowany Nagrodą im. Macieja Płażyńskiego w kategorii „redakcja medium polonijnego” (za nowoczesne i profesjonalne dziennikarstwo służące Polonii amerykańskiej). 